# Phosop

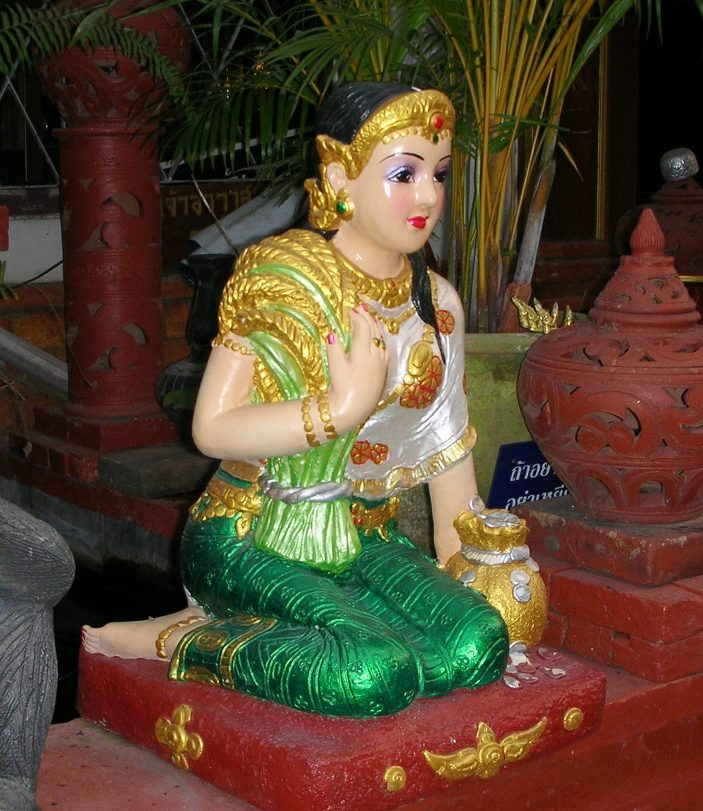
En avbildning av Phosop

Phosop (thailändska: โพสพ) eller Phaisop (thailändska: ไพสพ), också känd som Mae Khwan Khao (thailändska: แม่ขวัญข้าว), är en thailändsk risgudinna. Hon tillhör den äldsta, ursprungliga thailändska mytologins gestalter, och inte den hinduism och buddhism som senare införts i Thailand.
Phosop avbildas som en vacker kvinna i grön eller röd klädnad och prydd med juveler, sittande eller stående, och hållande i skördat ris. Hon representerar fruktbarhet och hennes uppgift är att säkerställa att alla får tillräckligt att äta. 
Enligt traditionell sed mottar gudinnan Phosop rituella offergåvor av Thailands jordbrukare under risodlingens olika processer. Det är också till hennes ära som den årliga kungliga plogceremonin firas. I vissa områden är det tradition att en kvinna klär ut sig till gudinnan under firandet. 
Ritualerna har blivit något mindre vanliga under senare år, men mottog offentligt stöd 2008. 
Phosop har motsvarigheter i närliggande områden i Sydöstasien. Hon är känd under namnet Nang Khosop i Laos, som Po Nagar i Kambodja och som Dewi Sri i Indonesien. 